# Cattedrale dei Santi Pietro e Paolo (Pointe-à-Pitre)
La cattedrale dei Santi Pietro e Paolo (in francese: Cathédrale Saint-Pierre-et-Saint-Paul) è una chiesa della diocesi di Basse-Terre, si trova a Pointe-à-Pitre, Guadalupa. La chiesa, classificata come monumento storico nel 1978, è comunemente chiamata "cattedrale" anche se non è mai stata consacrata come tale.

## Storia
I lavori per la costruzione della nuova chiesa ebbero inizio il 22 settembre 1807 e continuarono fino al 1810, quando vennero interrotti in seguito al passaggio dell'isola sotto gli inglesi. I lavori ripresero secondo il nuovo progetto elaborato dall'architetto Nassau nel 1814 e l'edificio fu completato il 1º dicembre del 1817. Un terremoto nel 1843 danneggiò gravemente la chiesa, rendendo necessari lavori di ripristino sotto la direzione dell'architetto Alexandre Petit. Iniziati nel 1847, i lavori si protrassero fino al 1853. A causa poi di problemi strutturali riscontrati nel tetto, fu decisa un'ulteriore profonda opera di ristrutturazione, condotta dall'architetto Charles Funk a partire dal 1865 fino al 1876.